# Distrito electoral de Papillion Second I
Papillion Second I (en inglés: Papillion Second I Precinct) es un distrito electoral ubicado en el condado de Sarpy en el estado estadounidense de Nebraska. En el Censo de 2010 tenía una población de 7222 habitantes y una densidad poblacional de 342,35 personas por km².

## Geografía
Papillion Second I se encuentra ubicado en las coordenadas 41°9′4″N 96°4′30″O / 41.15111, -96.07500. Según la Oficina del Censo de los Estados Unidos, Papillion Second I tiene una superficie total de 21.1 km², de la cual 21.08 km² corresponden a tierra firme y (0.05%) 0.01 km² es agua.

## Demografía
Según el censo de 2010, había 7222 personas residiendo en Papillion Second I. La densidad de población era de 342,35 hab./km². De los 7222 habitantes, Papillion Second I estaba compuesto por el 88.47% blancos, el 3.79% eran afroamericanos, el 0.46% eran amerindios, el 2.91% eran asiáticos, el 0.07% eran isleños del Pacífico, el 1.33% eran de otras razas y el 2.98% pertenecían a dos o más razas. Del total de la población el 5.12% eran hispanos o latinos de cualquier raza.